# داريل شور
داريل شور (بالإنجليزية: Daryl Shore) هو لاعب كرة قدم ومدرب كرة قدم أمريكي في مركز حراسة المرمى، ولد في 6 يناير 1970 في بيكسكيل في الولايات المتحدة. لعب مع New Orleans Storm ‏.